# Diego López (calciatore 1981)
Diego López Rodríguez (Paradela, 3 novembre 1981) è un ex calciatore spagnolo, di ruolo portiere.

## Caratteristiche tecniche
È un portiere carismatico e dotato di un repertorio completo: riesce infatti a coniugare le peculiarità di un fisico imponente, tra cui l'efficacia nelle uscite in presa alta, con un buon controllo di palla e dei riflessi pronti, che gli consentono di intervenire con sicurezza anche sui palloni bassi.

## Carriera

### Club

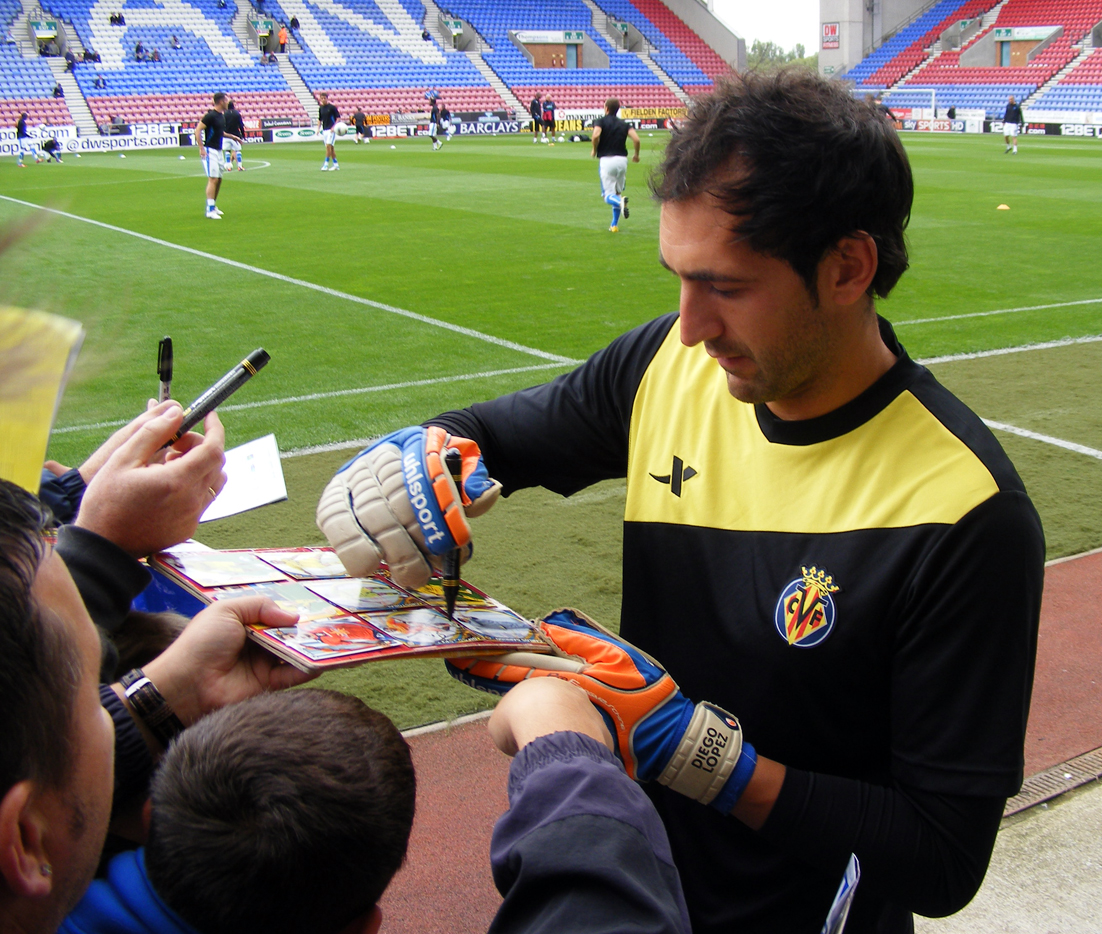
Diego Lopèz durante la sua permanenza al Villarreal

#### Real Madrid
Ha iniziato la sua carriera nel Lugo B per poi passare, nella stagione 1999-2000, alla relativa prima squadra chiamata CD Lugo. Nella stagione successiva è stato acquistato a titolo gratuito dal Real Madrid e ha militato prima nel Real Madrid C (stagioni 2000-2001 e 2002-2003) e poi nel Real Madrid Castilla (stagioni 2003-2004 e 2004-2005). Ha debuttato invece in prima squadra nella stagione 2005-2006.

#### Villarreal e Siviglia
Dopo essere stato per due stagioni riserva di Iker Casillas, il 26 giugno 2007 è stato acquistato dal Villarreal per circa 6 milioni di euro, squadra della quale ha difeso i pali per 5 anni (nelle stagioni 2007-2008, 2008-2009, 2009-2010, 2010-2011 e 2011-2012). A seguito della retrocessione dei sottomarini gialli, avvenuta al termine della stagione 2011-2012, è passato al Siviglia per 3.5 milioni di euro.

#### Ritorno al Real
A causa di un infortunio rimediato dal portiere titolare Iker Casillas, il Real Madrid, intervenuto sul mercato, il 25 gennaio 2013 ha annunciato l'acquisto definitivo per 3.5 milioni di euro del trentunenne portiere, che ha firmato un contratto fino al 30 giugno 2017. Nella stagione 2012-2013 Diego López ha giocato molte partite, sempre con ottimo rendimento, da titolare sia nel campionato spagnolo che in Champions League. È stato scelto come titolare anche dal neo allenatore delle merengues Carlo Ancelotti per la Primera División 2013-2014, risultando nuovamente decisivo.

#### Milan
Il 13 agosto 2014 è stato acquistato a costo zero dal Milan a titolo definitivo, firmando un contratto quadriennale. Sceglie di indossare la maglia numero 23. Ha esordito in campionato con la maglia rossonera il 31 agosto, nella partita casalinga contro la Lazio vinta 3-1, nella quale si rende protagonista parando un calcio di rigore ad Antonio Candreva. Nonostante la stagione negativa della squadra, che chiude al decimo posto in campionato, i tanti gol subiti e un paio di errori (il più clamoroso dei quali nella rocambolesca vittoria contro il Parma al Tardini, in cui liscia un retropassaggio di Mattia De Sciglio fissando il risultato sul 4-5), Diego López risulta comunque uno dei migliori giocatori del Milan nel corso del campionato 2014-2015.
Dalla stagione 2015-2016 abbandona il numero 23 per indossare, per la prima volta nella sua carriera, la maglia numero 1. Debutta in Coppa Italia il 17 agosto 2015 nel terzo turno preliminare vinto per 2-0 a San Siro contro il Perugia. Il 25 ottobre 2015, nella partita casalinga contro il Sassuolo, vinta per 2-1, viene sostituito per scelta tecnica dell'allenatore Siniša Mihajlović dal sedicenne Gianluigi Donnarumma, che diventa il nuovo portiere titolare della squadra. Da quel momento in poi, Diego López non troverà più spazio e nelle partite in cui non è stato nemmeno convocato in panchina, il suo posto è stato preso dal portiere della Primavera, Alessandro Livieri.

#### Espanyol
Il 31 agosto 2016 viene ceduto in prestito all'Espanyol. Il 23 maggio 2017 si trasferisce in via definitiva al club firmando un contratto fino al 30 giugno 2020.

### Nazionale
Il 1º giugno 2009 è stato convocato in nazionale maggiore per la Confederations Cup che si è svolta in Sudafrica dal 14 al 28 giugno 2009. Nel corso del torneo, però, non è mai sceso in campo. La sua unica presenza rimane Macedonia-Spagna (2-3) del 12 agosto 2009, gara in cui ha sostituito Reina nell'ultima mezz'ora di gioco.

## Statistiche

### Presenze e reti nei club
Statistiche aggiornate al 16 luglio 2023.
| Stagione             | Squadra               | Campionato           | Campionato | Campionato | Coppe nazionali | Coppe nazionali | Coppe nazionali | Coppe continentali | Coppe continentali | Coppe continentali | Altre coppe | Altre coppe | Altre coppe | Totale | Totale |
| Stagione             | Squadra               | Comp                 | Pres       | Reti       | Comp            | Pres            | Reti            | Comp               | Pres               | Reti               | Comp        | Pres        | Reti        | Pres   | Reti   |
| -------------------- | --------------------- | -------------------- | ---------- | ---------- | --------------- | --------------- | --------------- | ------------------ | ------------------ | ------------------ | ----------- | ----------- | ----------- | ------ | ------ |
| 1999-2000            | Lugo                  | SDB                  | 2          | -6         | -               | -               | -               | -                  | -                  | -                  | -           | -           | -           | 2      | -6     |
| 1999-2000            | Deportivo La Coruña B | TD                   | ?          | ?          |                 | -               | -               | -                  | -                  | -                  | -           | -           | -           | ?      | ?      |
| 2000-2001            | Real Madrid C         | TD                   | 10         | -9         | -               | -               | -               | -                  | -                  | -                  | -           | -           | -           | 10     | -9     |
| 2001-2002            | AD Alcorcón           | SDB                  | 0          | 0          | -               | -               | -               | -                  | -                  | -                  | -           | -           | -           | 0      | 0      |
| 2002-2003            | Real Madrid C         | TD                   | 31         | -30        | -               | -               | -               | -                  | -                  | -                  | -           | -           | -           | 31     | -30    |
| 2003-2004            | Real Madrid C         | TD                   | ?          | ?          | -               | -               | -               | -                  | -                  | -                  | -           | -           | -           | ?      | ?      |
| Totale Real Madrid C | Totale Real Madrid C  | Totale Real Madrid C | 41         | -39        |                 | -               | -               |                    | -                  | -                  |             | -           | -           | 41     | -39    |
| 2003-2004            | Real Madrid B         | SDB                  | 1+5        | 0 + -6     | -               | -               | -               | -                  | -                  | -                  | -           | -           | -           | 6      | -6     |
| 2004-2005            | Real Madrid B         | SDB                  | 32+3       | -22 + -1   | -               | -               | -               | -                  | -                  | -                  | -           | -           | -           | 35     | -23    |
| Totale Real Madrid B | Totale Real Madrid B  | Totale Real Madrid B | 33+8       | -22 + -7   |                 | -               | -               |                    | -                  | -                  |             | -           | -           | 41     | -29    |
| 2005-2006            | Real Madrid           | PD                   | 2          | -2         | CR              | 3               | 0               | UCL                | 1                  | -2                 | -           | -           | -           | 6      | -4     |
| 2006-2007            | Real Madrid           | PD                   | 0          | 0          | CR              | 4               | -3              | UCL                | 1                  | -2                 | -           | -           | -           | 5      | -5     |
| 2007-2008            | Villarreal            | PD                   | 20         | -12        | CR              | 6               | -5              | CU                 | 8                  | -6                 | -           | -           | -           | 34     | -23    |
| 2008-2009            | Villarreal            | PD                   | 38         | -54        | CR              | 0               | 0               | UCL                | 9                  | -11                | -           | -           | -           | 47     | -65    |
| 2009-2010            | Villarreal            | PD                   | 38         | -57        | CR              | 2               | -2              | UEL                | 9                  | -12                | -           | -           | -           | 49     | -71    |
| 2010-2011            | Villarreal            | PD                   | 38         | -44        | CR              | 2               | -5              | UEL                | 15                 | -18                | -           | -           | -           | 55     | -67    |
| 2011-2012            | Villarreal            | PD                   | 37         | -51        | CR              | 0               | 0               | UCL                | 8                  | -15                | -           | -           | -           | 45     | -66    |
| Totale Villarreal    | Totale Villarreal     | Totale Villarreal    | 171        | -218       |                 | 10              | -12             |                    | 49                 | -62                |             | -           | -           | 230    | -292   |
| 2012-gen. 2013       | Siviglia              | PD                   | 8          | -11        | CR              | 3               | -1              | -                  | -                  | -                  | -           | -           | -           | 11     | -12    |
| gen.-giu. 2013       | Real Madrid           | PD                   | 16         | -20        | CR              | 3               | -4              | UCL                | 6                  | -9                 | SS          | -           | -           | 25     | -33    |
| 2013-2014            | Real Madrid           | PD                   | 36         | -36        | CR              | 0               | 0               | UCL                | 1                  | -1                 | -           | -           | -           | 37     | -37    |
| Totale Real Madrid   | Totale Real Madrid    | Totale Real Madrid   | 54         | -58        |                 | 10              | -7              |                    | 9                  | -14                |             | -           | -           | 73     | -79    |
| 2014-2015            | Milan                 | A                    | 28         | -42        | CI              | 0               | 0               | -                  | -                  | -                  | -           | -           | -           | 28     | -42    |
| 2015-2016            | Milan                 | A                    | 8          | -14        | CI              | 1               | 0               | -                  | -                  | -                  | -           | -           | -           | 9      | -14    |
| Totale Milan         | Totale Milan          | Totale Milan         | 36         | -56        |                 | 1               | 0               |                    | -                  | -                  |             | -           | -           | 37     | -56    |
| 2016-2017            | Espanyol              | PD                   | 35         | -38        | CR              | 0               | 0               | -                  | -                  | -                  | -           | -           | -           | 35     | -38    |
| 2017-2018            | Espanyol              | PD                   | 10         | -11        | CR              | 5               | -4              | -                  | -                  | -                  | -           | -           | -           | 15     | -15    |
| 2018-2019            | Espanyol              | PD                   | 38         | -50        | CR              | 0               | 0               | -                  | -                  | -                  | -           | -           | -           | 38     | -50    |
| 2019-2020            | Espanyol              | PD                   | 36         | -58        | CR              | 0               | 0               | UEL                | 11                 | -7                 | -           | -           | -           | 47     | -65    |
| 2020-2021            | Espanyol              | SD                   | 16         | -8         | CR              | 0               | 0               | -                  | -                  | -                  | -           | -           | -           | 16     | -8     |
| 2021-2022            | Espanyol              | PD                   | 36         | -49        | CR              | 2               | -3              | -                  | -                  | -                  | -           | -           | -           | 38     | -52    |
| Totale Espanyol      | Totale Espanyol       | Totale Espanyol      | 171        | -214       |                 | 7               | -7              |                    | 11                 | -7                 |             | -           | -           | 189    | -228   |
| 2022-2023            | Rayo Vallecano        | PD                   | 2          | -4         | CR              | 3               | -3              | -                  | -                  | -                  | -           | -           | -           | 5      | -7     |
| Totale carriera      | Totale carriera       | Totale carriera      | 464        | -566       |                 | 34              | -30             |                    | 69                 | -83                |             | -           | -           | 597    | -679   |

### Cronologia presenze e reti in nazionale
| Cronologia completa delle presenze e delle reti in nazionale ― Spagna | Cronologia completa delle presenze e delle reti in nazionale ― Spagna | Cronologia completa delle presenze e delle reti in nazionale ― Spagna | Cronologia completa delle presenze e delle reti in nazionale ― Spagna | Cronologia completa delle presenze e delle reti in nazionale ― Spagna | Cronologia completa delle presenze e delle reti in nazionale ― Spagna | Cronologia completa delle presenze e delle reti in nazionale ― Spagna | Cronologia completa delle presenze e delle reti in nazionale ― Spagna |
| Data                                                                  | Città                                                                 | In casa                                                               | Risultato                                                             | Ospiti                                                                | Competizione                                                          | Reti                                                                  | Note                                                                  |
| --------------------------------------------------------------------- | --------------------------------------------------------------------- | --------------------------------------------------------------------- | --------------------------------------------------------------------- | --------------------------------------------------------------------- | --------------------------------------------------------------------- | --------------------------------------------------------------------- | --------------------------------------------------------------------- |
| 12-8-2009                                                             | Skopje                                                                | Macedonia                                                             | 2 – 3                                                                 | Spagna                                                                | Amichevole                                                            | -                                                                     | 65’                                                                   |
| Totale                                                                |                                                                       | Presenze                                                              | 1                                                                     |                                                                       | Reti                                                                  | -                                                                     |                                                                       |

## Palmarès

### Club

#### Competizioni nazionali
- Campionato spagnolo: 1

Real Madrid: 2006-2007
- Coppa di Spagna: 1

Real Madrid: 2013-2014
- Segunda División: 1

Espanyol: 2020-2021

#### Competizioni internazionali
- UEFA Champions League: 1

Real Madrid: 2013-2014

### Individuale
- Premio Gentleman: 1

2015